# Liu Hongmei
Liu Hongmei (ur. 3 czerwca 1976) – chińska zapaśniczka w stylu wolnym. Piąta na mistrzostwach świata w 1996 i dziesiąta w 1997. Brązowa medalistka mistrzostw Azji w 1996 roku.